# Pablo Urtasun
Pour les articles homonymes, voir Urtasun (homonymie).
Pablo Urtasun Pérez, né le 29 mars 1980 à Urdiain, est un coureur cycliste espagnol, reconverti en directeur sportif. Il est actuellement directeur sportif de l'équipe Ukyo.

## Repères biographiques
À la fin novembre 2013, Urtasun signe avec l'équipe continentale chilienne PinoRoad. Professionnel depuis 2005, il était chez Euskaltel Euskadi, ces cinq dernières saisons. Il a participé à cinq grands tours dont deux Tours de France. En 2013, il a notamment remporté une étape du Tour de Castille-et-León et terminé deuxième de la Klasika Primavera. À son palmarès figure également une étape du Tour de Grande-Bretagne 2012, ainsi que deux étapes du Tour des Asturies.
Après avoir vainement attendu la signature d'un contrat avec la formation Caja Rural-Seguros RGA, le projet de l'équipe sud-américaine PinoRoad le séduit. Habitué à travailler pour les autres, il y obtient plus de liberté et plus de responsabilité. Un nouveau rôle lui est offert, celui de leader et de référent de l'équipe. Il peut enfin choisir le calendrier de ses courses, ce qui lui permet, pour la première fois, de penser à ses résultats et d'espérer plus d'une victoire dans l'année.
En 2015, il court sous les couleurs de la formation japonaise Ukyo. Il rejoint ensuite l'équipe brésilienne Funvic Soul Cycles-Carrefour avec qui il court peu. Sans contrat à l'issue de la saison 2016, il met un terme à sa carrière dans l'anonymat. En 2017, il rejoint l'équipe Ukyo en tant que directeur sportif.

## Palmarès

### Palmarès amateur
- 2002
  - 6e étape du Tour de Lleida
  - 5e étape du Tour de León
- 2003
  - 1reb étape du Tour d'Estrémadure
  - 1re et 3e étapes du Tour de Galice
- 2004
  - 3e étape du Tour de Cordoue
  - 3e étape du Tour de Navarre
  - 3e et 6e étapes du Tour de Palencia
  - Prueba Alsasua
  - Trofeo Ayuntamiento de Huarte

### Palmarès professionnel
- 2006
  - 1re étape du Tour de l'Alentejo
  - 3e du Tour de Rhénanie-Palatinat
- 2007
  - 3e étape du Tour de La Rioja
  - 1re étape du Tour des Asturies
  - 2ea étape de la Volta ao Sotavento Algarvio
- 2008
  - 5e étape du Tour des Asturies
- 2009
  - 3e de la Prueba Villafranca de Ordizia
- 2010
  - 1re étape du Tour des Asturies
- 2012
  - 7e étape du Tour de Grande-Bretagne
  - 2e du Tour de La Rioja
  - 3e du Tour de Castille-et-León
- 2013
  - 1re étape du Tour de Castille-et-León
  - 2e de la Klasika Primavera

## Résultats sur les grands tours

### Tour de France
2 participations
- 2011 : 149e
- 2012 : 134e

### Tour d'Italie
1 participation
- 2013 : abandon (5e étape)

### Tour d'Espagne
2 participations
- 2010 : 101e
- 2013 : 122e

## Classements mondiaux
| Année                  | 2005  | 2006 | 2007 | 2008 | 2009 | 2010 |
| ---------------------- | ----- | ---- | ---- | ---- | ---- | ---- |
| Calendrier mondial UCI |       |      |      |      | 244e | 221e |
| UCI Europe Tour        | 1037e | 115e | 465e | 418e |      |      |